# Vallirana (kommunhuvudort)
Vallirana är en kommunhuvudort i Spanien.   Den ligger i provinsen Província de Barcelona och regionen Katalonien, i den östra delen av landet, 500 km öster om huvudstaden Madrid. Vallirana ligger 191 meter över havet och antalet invånare är 14 066.
Terrängen runt Vallirana är kuperad. Runt Vallirana är det tätbefolkat, med 276 invånare per kvadratkilometer. Närmaste större samhälle är Barcelona, 18,9 km öster om Vallirana. 